# Arlington Heights (Washington)
Arlington Heights és una concentració de població designada pel cens dels Estats Units a l'Estat de Washington. Segons el cens del 2000 tenia 2.510 habitants.

## Demografia
Segons el cens del 2000, Arlington Heights tenia 2.510 habitants, 838 habitatges, i 682 famílies. La densitat de població era de 85,5 habitants per km².
Dels 838 habitatges en un 39% hi vivien nens de menys de 18 anys, en un 70,9% hi vivien parelles casades, en un 6,9% dones solteres, i en un 18,6% no eren unitats familiars. En el 13,7% dels habitatges hi vivien persones soles el 4,5% de les quals corresponia a persones de 65 anys o més que vivien soles. El nombre mitjà de persones vivint en cada habitatge era de 3 i el nombre mitjà de persones que vivien en cada família era de 3,27.
Per edats la població es repartia de la següent manera: un 29,5% tenia menys de 18 anys, un 7% entre 18 i 24, un 28,1% entre 25 i 44, un 26,2% de 45 a 60 i un 9,2% 65 anys o més.
L'edat mediana era de 38 anys. Per cada 100 dones de 18 o més anys hi havia 96,8 homes.
La renda mediana per habitatge era de 60.518 $ i la renda mediana per família de 60.590 $. Els homes tenien una renda mediana de 42.440 $ mentre que les dones 31.250 $. La renda per capita de la població era de 22.107 $. Aproximadament el 8,6% de les famílies i el 8,6% de la població estaven per davall del llindar de pobresa.

## Poblacions més properes
El següent diagrama mostra les poblacions més properes.